# Бердовка (Лидский район)
Бе́рдовка (бел. Бе́рдаўка) — агрогородок в Лидском районе Гродненской области Беларуси. Входит в состав Дубровенского сельсовета.

## География
Агрогородок находится в 15 км от Лиды и в 10 км от Дубровни. К югу от Бердовки есть автодорога М6.

## История
В 1940—2023 гг. центр Бердовского сельсовета. 17 марта 2023 года агрогородок Бердовка включён в состав Дубровенского сельсовета.

## Инфраструктура
В агрогородке имеется детский сад и школа. Есть пожарно-аварийный спасательный пост. Недалеко от школы находится исполнительный комитет, а к северу от него магазин «Родны кут». Также работают 2 автобусные остановки, где есть автобусы, курсирующие в Лиду и в Ивье. Из лечебный заведений функционирует амбулатория.

## Культура
- Культурно-досуговый центр
- Историко-краеведческий музей

## Достопримечательности
- Усадебно-парковый комплекс
- Костёл Пресвятой Троицы
- Братская могила советских воинов и партизан

## Галерея

### Костел Пресвятой Троицы

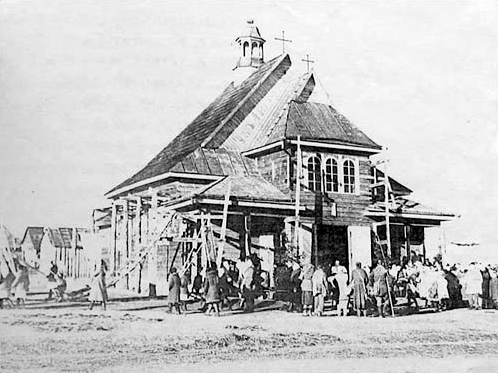
В первой половине XX века
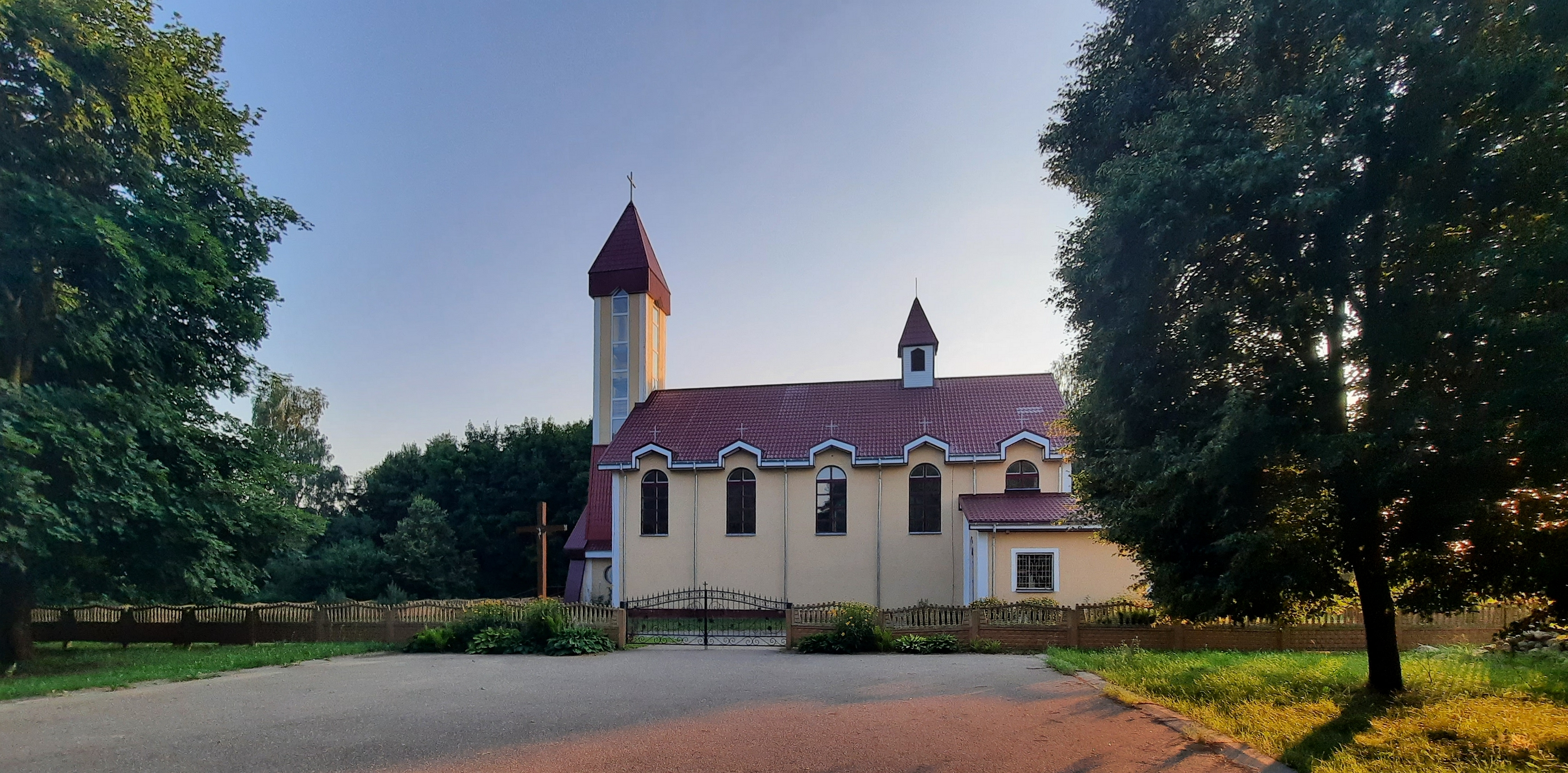
В наше время

### Конюшни

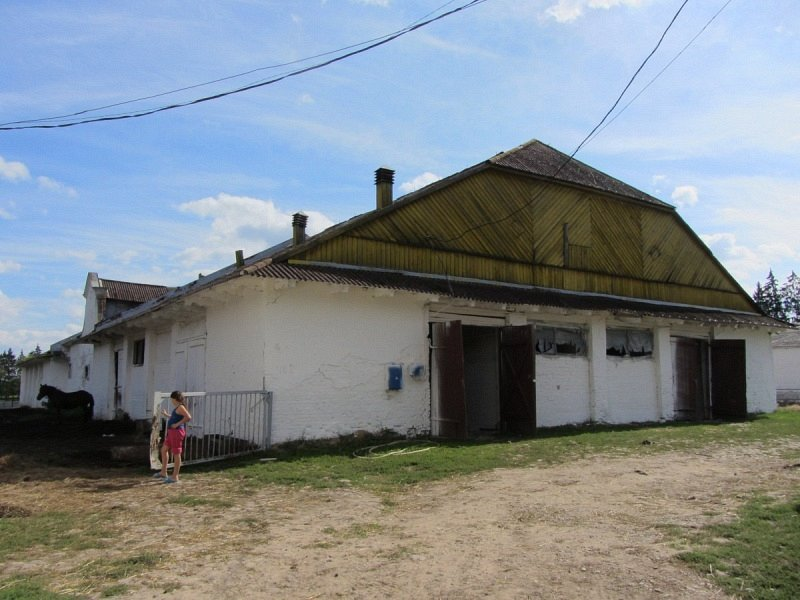
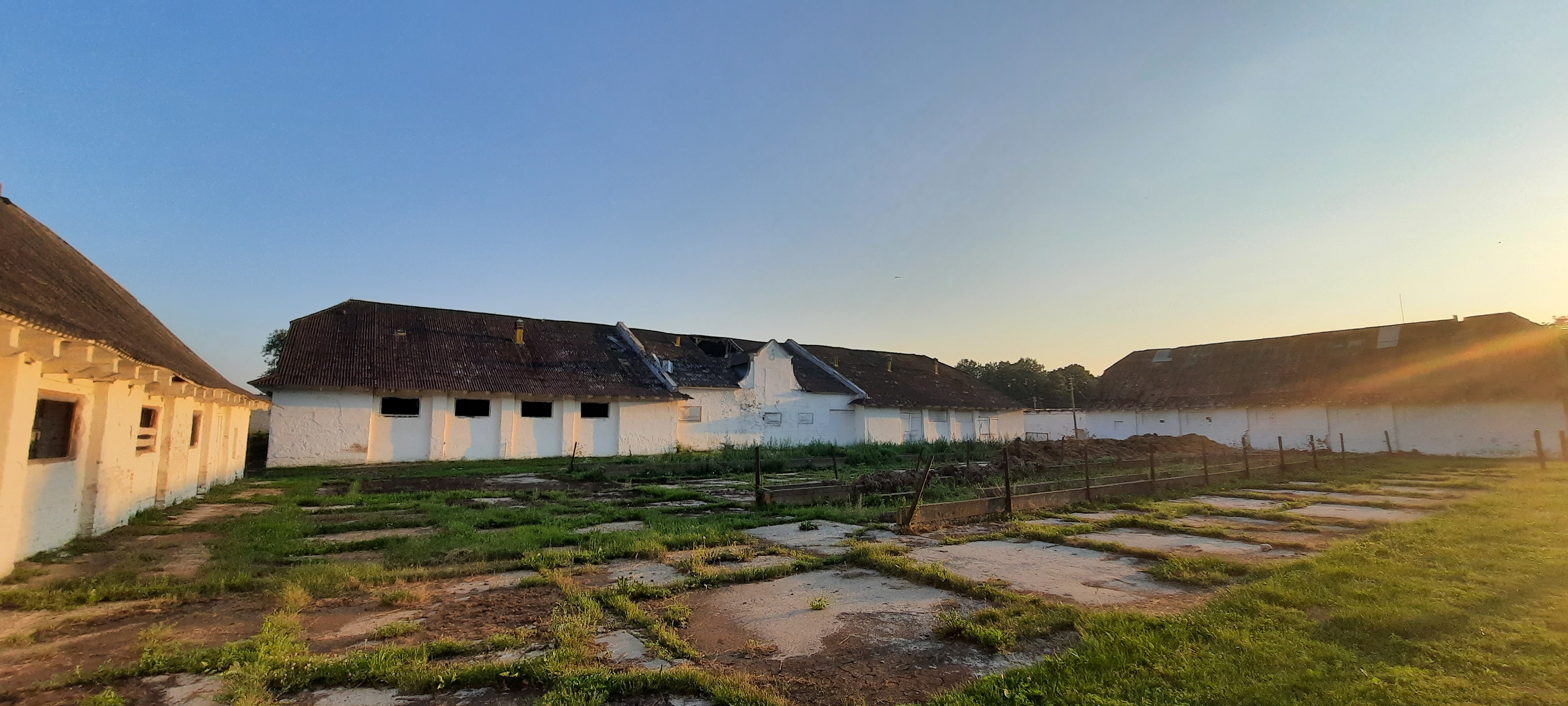
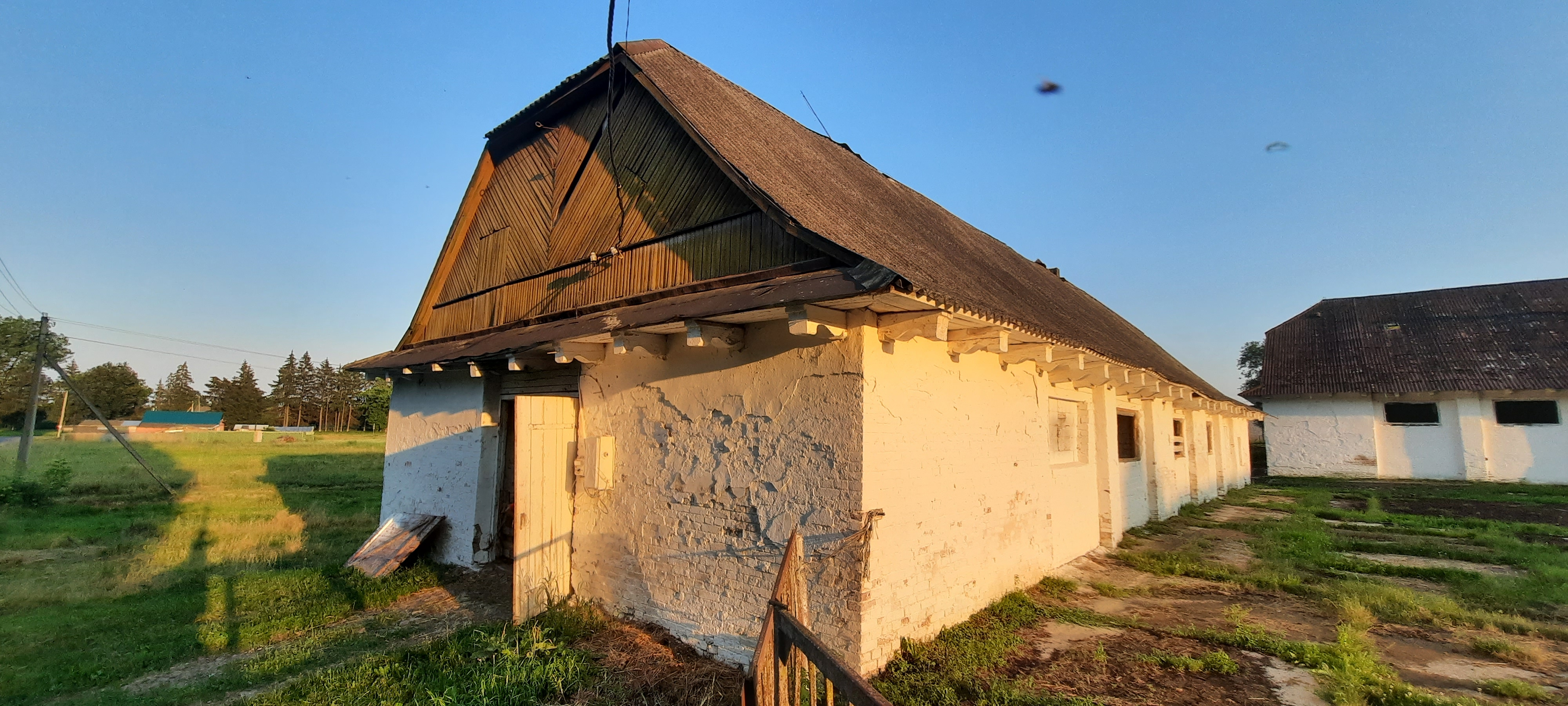

### Усадьба Дембовецких

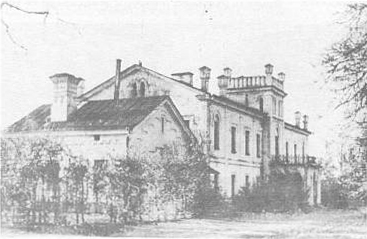
Между 1919-1939 годами
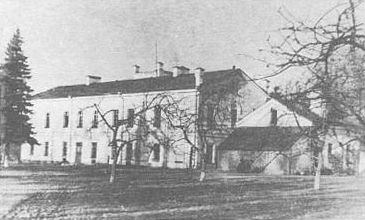
То же
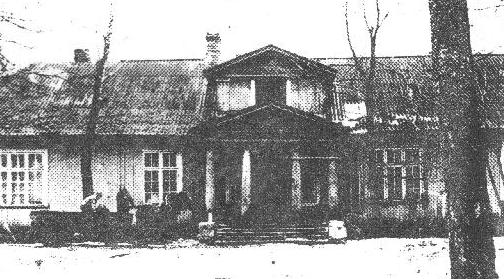
В 30-е годы
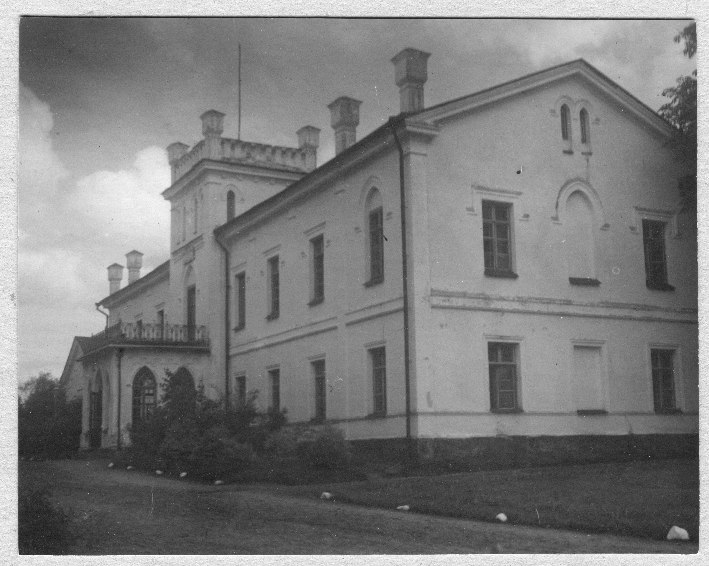
То же
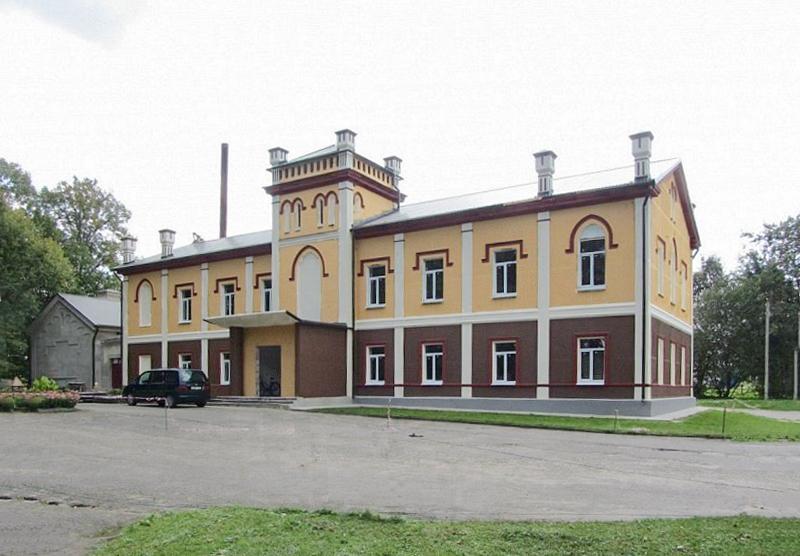
В наше время
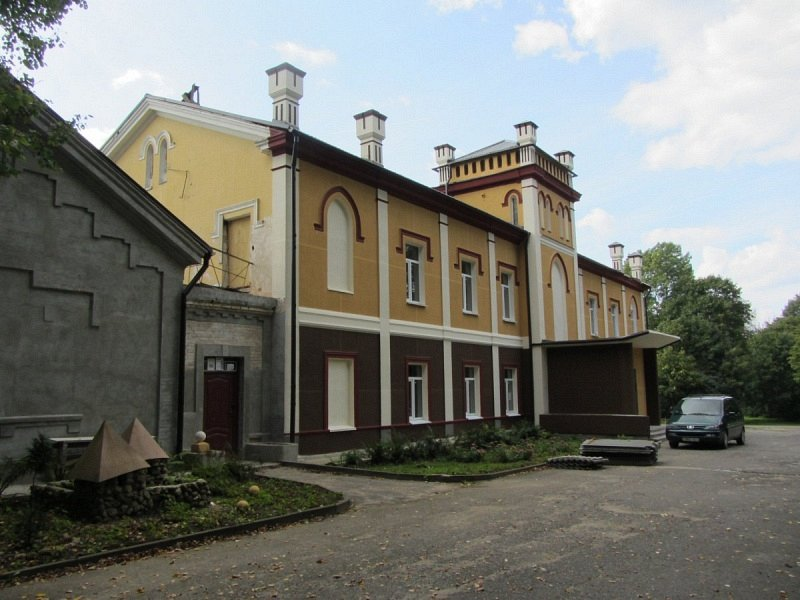
То же
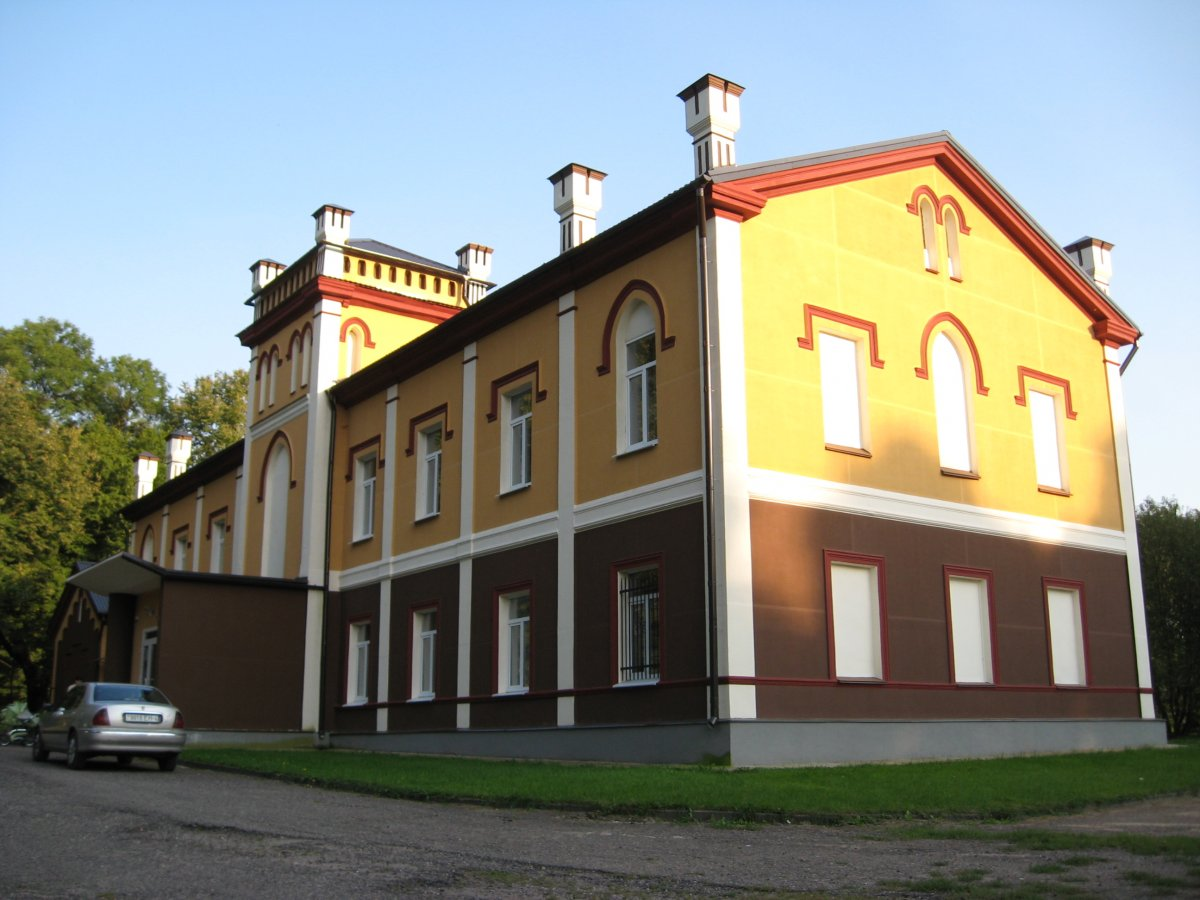
То же
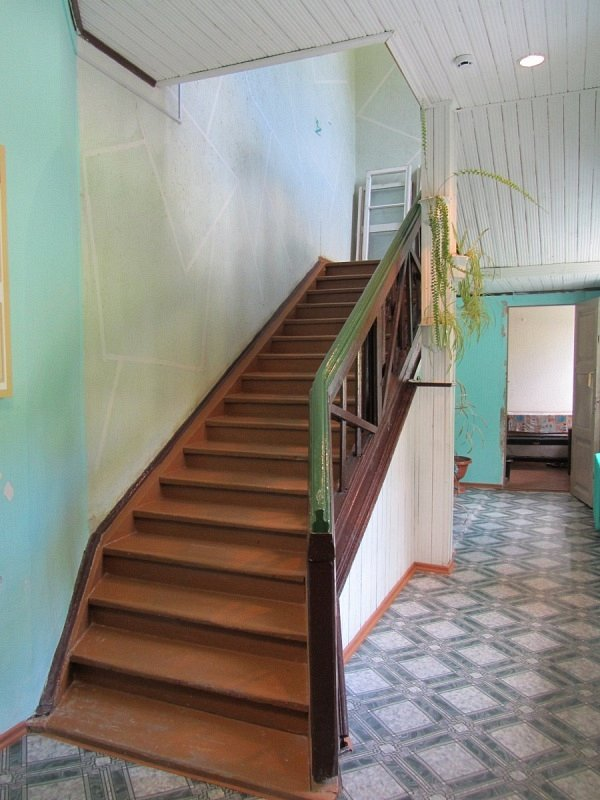
Внутри